# ذن در جنگ
ذن در جنگ (انگلیسی: Zen at War) War کتابی است که توسط برایان ویکتوریا نوشته شده و اولین بار در سال ۱۹۹۷ منتشر شده‌است. چاپ دوم آن در سال ۲۰۰۶ منتشر شد. این کتاب به‌طور دقیق، حمایت بودیسم ذن از نظامی‌گری ژاپن را از زمان اصلاحات میجی تا جنگ جهانی دوم و دوره پس از جنگ مستند می‌کند.